# Christian Rein
Christian Rein (* 1970 in München) ist ein deutscher Kameramann.
Er ist seit den 1990er Jahren in der Filmproduktion tätig. 2009 wurde er mit dem Deutschen Kamerapreis für den Film Die zweite Frau geehrt.

## Filmografie (Auswahl)
- 2006: Französisch für Anfänger
- 2006: Wholetrain
- 2007: Stellungswechsel
- 2008: Die zweite Frau
- 2008: Tatort – Brandmal
- 2009: 13 Semester
- 2009: Vorstadtkrokodile
- 2010: Vorstadtkrokodile 2
- 2010: Liebe vergisst man nicht
- 2011: Wickie auf großer Fahrt
- 2012: Polizeiruf 110 – Schuld
- 2012: Lena Fauch – Lena Fauch und die Tochter des Amokläfers
- 2013: Hattinger und die kalte Hand
- 2014: Love, Rosie – Für immer vielleicht
- 2016: How to Be Single
- 2016: LenaLove
- 2015: Becks letzter Sommer
- 2016: Eine unerhörte Frau
- 2017: Girlboss (Fernsehserie, 13 Folgen)
- 2018:  Spielmacher
- 2018: Gefangen – Der Fall K. (Fernsehfilm)
- 2021: Tribes of Europa (Fernsehserie)
- 2021: Es ist nur eine Phase, Hase
- 2022: Was man von hier aus sehen kann
- 2022: Almost Fly (Fernsehserie, 6 Folgen)
- 2024: Chantal im Märchenland